# Disneyland Railroad (Paris)

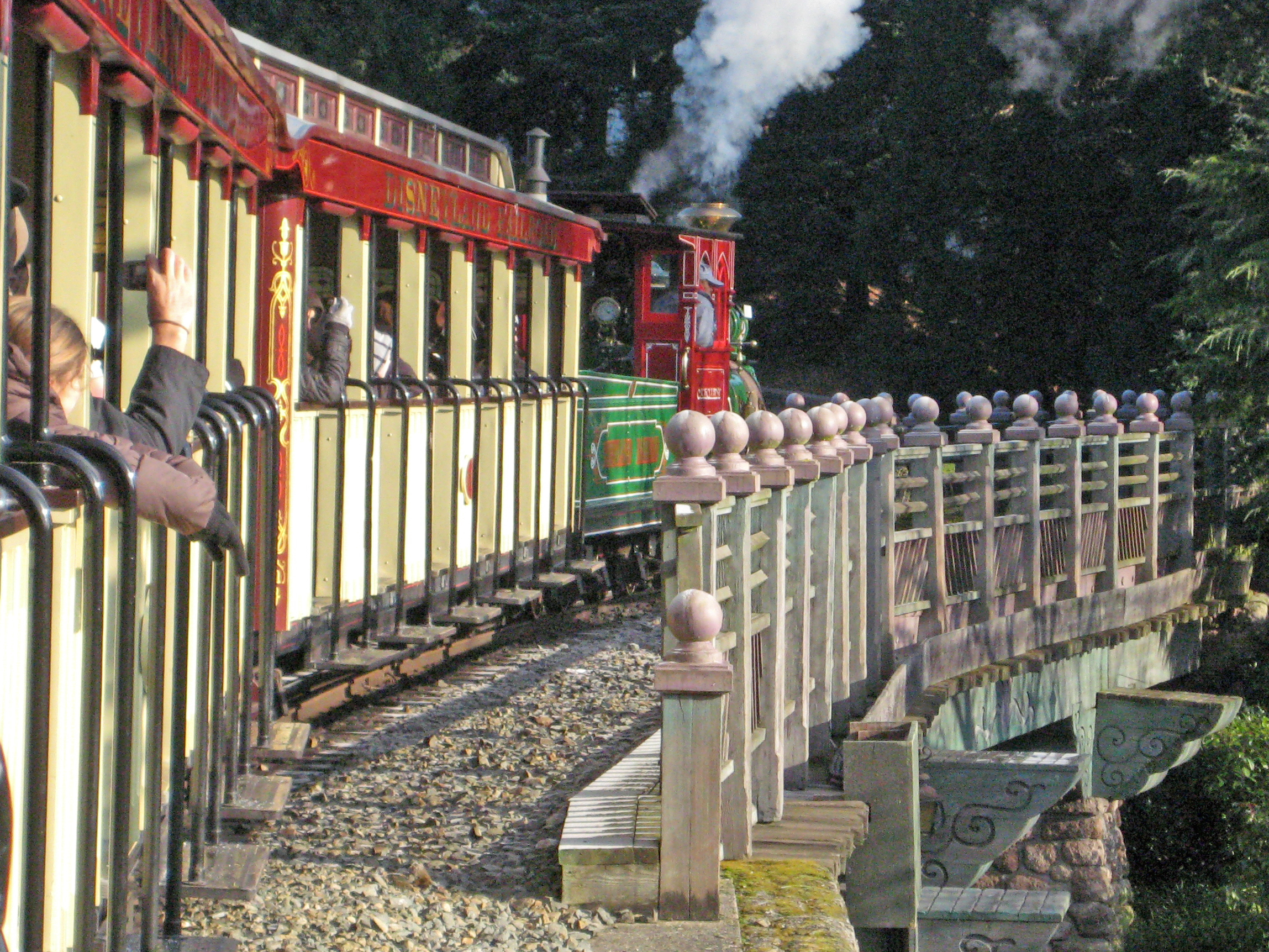
En åktur på Disneyland Railroad.

Disneyland Railroad (DLRR), från början Euro Disneyland Railroad (EDRR), är en smalspårig järnväg i nöjesparken Disneyland Park, i Disneyland Resort Paris. Attraktionen öppnade samma dag som parken, 12 april 1992. 
Besökarna kan använda järnvägen som en ren transport till parkens olika områden, eller helt enkelt njuta av åkturen och utsikten genom att åka hela varvet runt.